# ایوان پنیاراندا
ایوان پنیاراندا (انگلیسی: Iván Peñaranda؛ زادهٔ ۶ مارس ۱۹۸۱) بازیکن فوتبال اهل اسپانیا است.
از باشگاه‌هایی که در آن بازی کرده‌است می‌توان به باشگاه فوتبال سانتا کلارا، باشگاه فوتبال سابادل، باشگاه فوتبال اسپورتینگ خیخون، باشگاه فوتبال پاچوکا، باشگاه فوتبال نفتچی باکو، باشگاه فوتبال آ.ث. میلان، و باشگاه فوتبال گرانادا اشاره کرد.